# 대만두더지땃쥐
대만두더지땃쥐(Anourosorex yamashinai)는 붉은이땃쥐아과에 속하는 땃쥐류의 일종이다. 대만의 고유종이다.